# Marcus Gavius Apicius

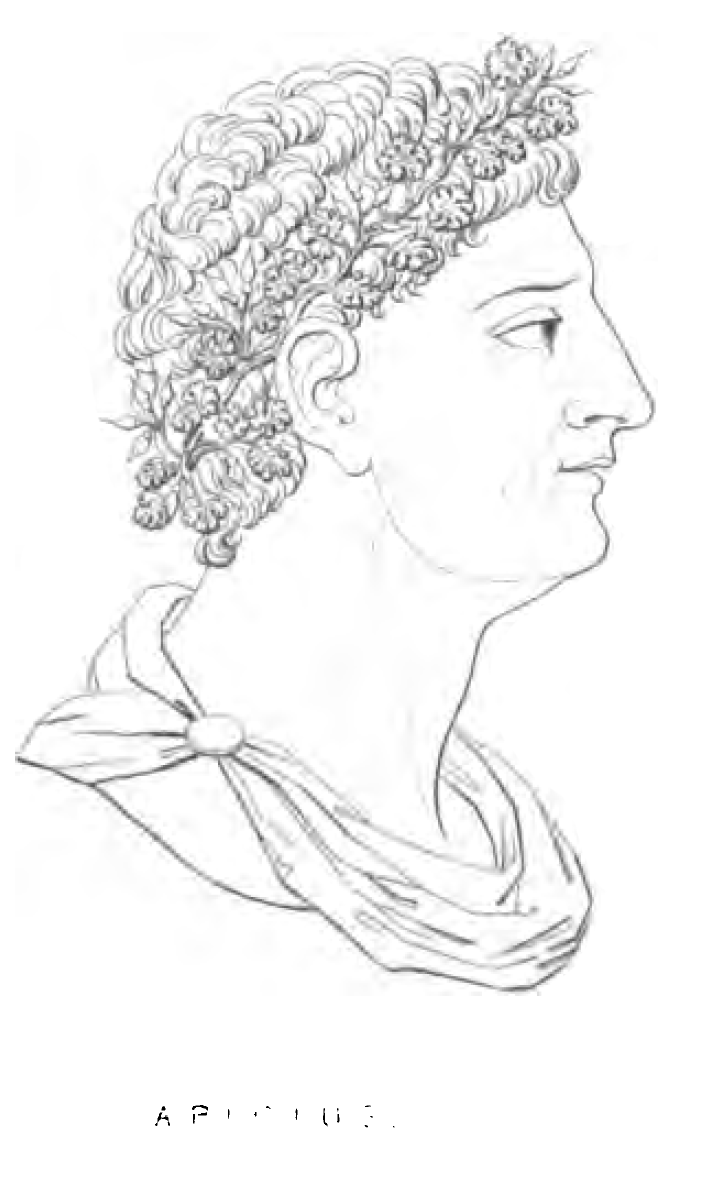
Marcus Gavius Apicius

Marcus Gavius Apicius was een Romeinse gastronoom uit de eerste eeuw van onze jaartelling. Toen hij zijn fortuin had verkwist aan extravagante feesten en maaltijden pleegde hij zelfmoord door het innemen van vergif.
Het Romeinse kookboek De re coquinaria dat aan hem wordt toegeschreven, is in feite een compilatie van recepten uit de vierde eeuw (zie kookboek van Apicius). Slechts zes recepten, de zogenaamde "Apiciana", kunnen met enige waarschijnlijkheid aan Apicius worden toegeschreven of komen uit zijn omgeving.